# Pablo Troise
Pablo Troise Rossi (nacido el 17 de abril de 1936), magistrado uruguayo, ministro de la Suprema Corte de Justicia de su país entre 2003 y 2006.

## Biografía
Tras graduarse como abogado, ingresó al Poder Judicial como Juez de Paz en el departamento de Salto en agosto de 1972. En febrero de 1974 fue ascendido a Juez Letrado en el mismo departamento, pasando ese mismo año a desempeñarse como Juez Letrado en Treinta y Tres, y en 1977 en Lavalleja. En marzo de 1979 fue nombrado Juez de instrucción (en materia penal) en Montevideo, y al año siguiente pasó a ser Juez civil en la capital uruguaya. 
En agosto de 1989 fue ascendido al cargo de ministro del recién creado Tribunal de Apelaciones en lo Civil de 7º Turno. Permaneció allí durante catorce años, y, junto a su compañero de tribunal Hipólito Rodríguez Caorsi, pasaron a ser los ministros más antiguos de los Tribunales de Apelaciones del país.
En la primera mitad del año 2003, se generaron dos vacantes en la Suprema Corte de Justicia por el cese de los ministros Gervasio Guillot y Milton Cairoli. Dado que no existían mayorías políticas para designar a otras personas para cubrir dichas vacantes, la Asamblea General (Poder Legislativo) decidió adelantar las designaciones de Troise y Rodríguez Caorsi como ministros del máximo órgano jurisdiccional de la nación, sin necesidad de esperar los 90 días que requiere la Constitución para el ingreso automático, por lo que desde junio de 2003 Pablo Troise pasó a integrar la Suprema Corte de Justicia.
Dejó su cargo en el máximo órgano del Poder Judicial uruguayo en abril de 2006, al alcanzar los 70 años, edad límite establecida por la Constitución del país para el desempeño de funciones judiciales.